# Saint-Médard-d'Aunis
Saint-Médard-d'Aunis è un comune francese di 1 803 abitanti situato nel dipartimento della Charente Marittima nella regione della Nuova Aquitania.

## Società

### Evoluzione demografica
Abitanti censiti